# Teucrium montanum
Il camedrio montano (nome scientifico Teucrium montanum L., 1753) è una piccola pianta arbustiva, appartenente alla famiglia delle Lamiaceae, originaria dell'Europa centrale e meridionale.

## Etimologia
Il nome del genere (Teucrium) deriva da Teucro, mitico re di Troia figlio di Scamandro (divinità fluviale) e della Ninfa Idea, che secondo Plinio (Gaio Plinio Secondo nato a Como nel 23, e morto a Stabiae il 25 agosto 79, scrittore, ammiraglio e naturalista romano) per primo sperimentò le proprietà medicinali di alcuni vegetali (tra cui alcune piante del genere di questa voce). Dioscoride denominò queste piante dal greco “Teukrion”, ma è Linneo che riprese tale nome cambiandolo nel latino “Teucrium”. L'epiteto specifico (montanum = dei monti) deriva dall'habitat tipico di questa specie.
Il nome scientifico della specie è stato definito per la prima volta da Carl von Linné (1707 – 1778) biologo e scrittore svedese, considerato il padre della moderna classificazione scientifica degli organismi viventi, nella pubblicazione "Species Plantarum - 2: 565" del 1753.

## Descrizione

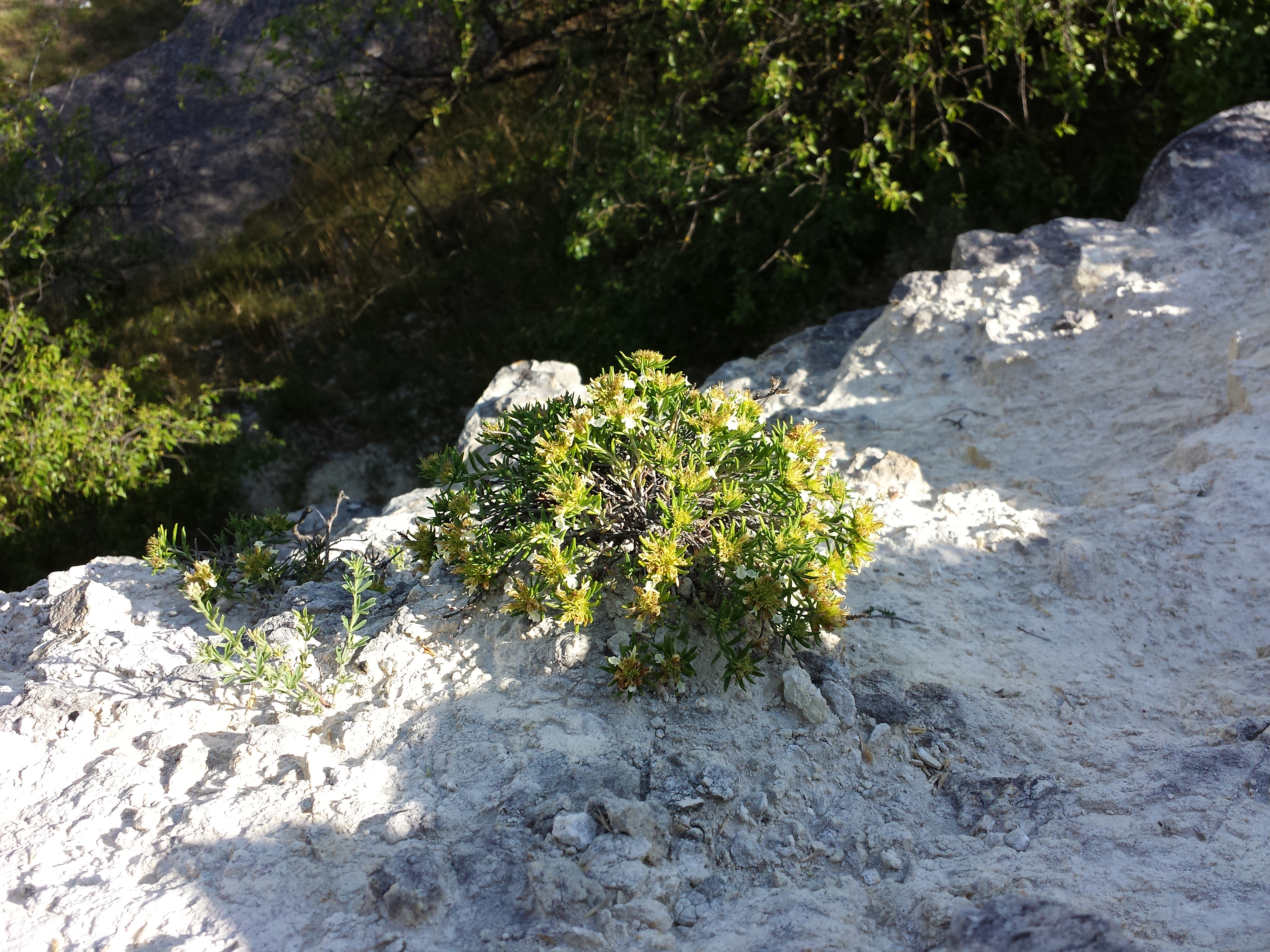
Habitat

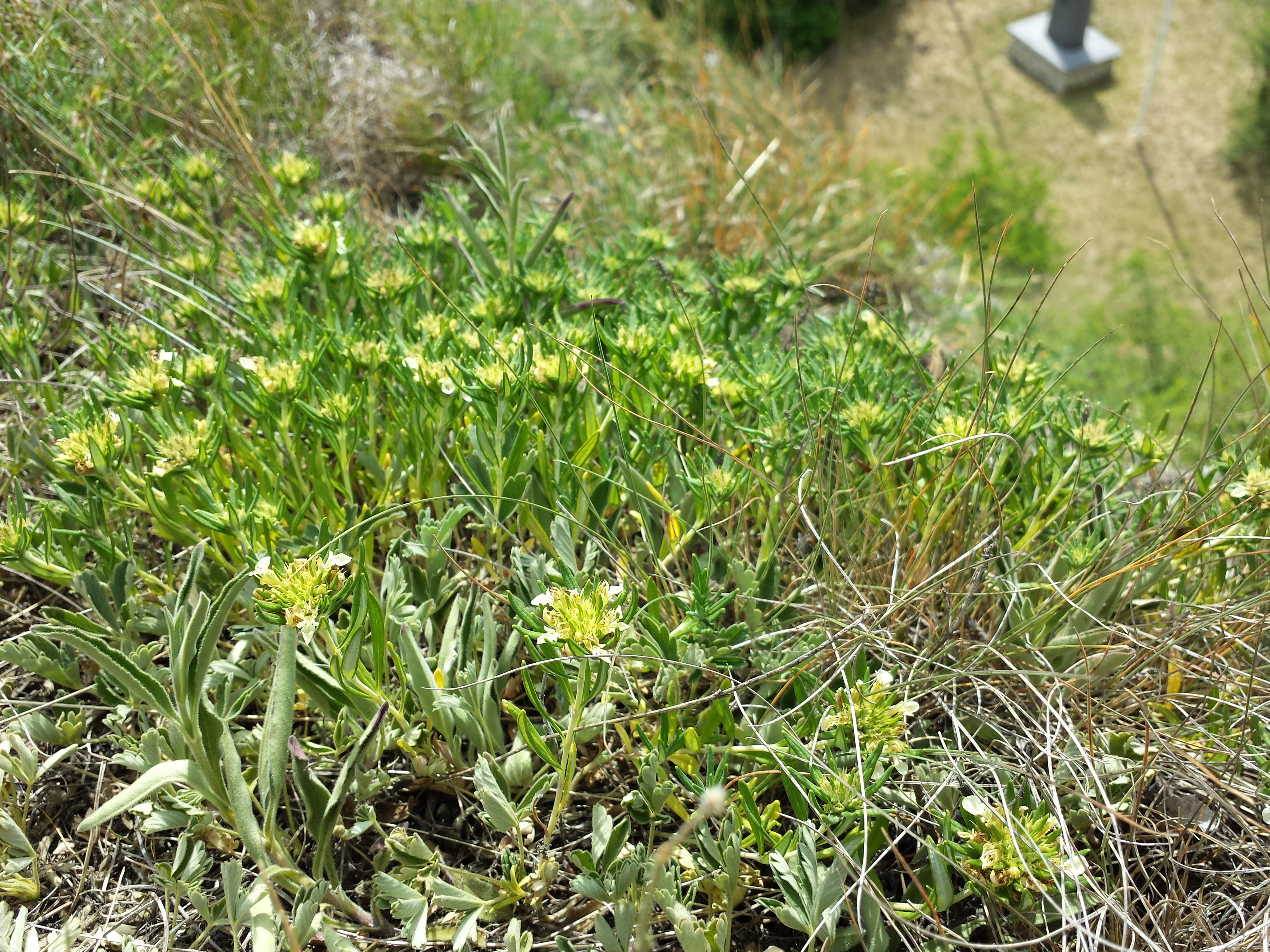
Portamento

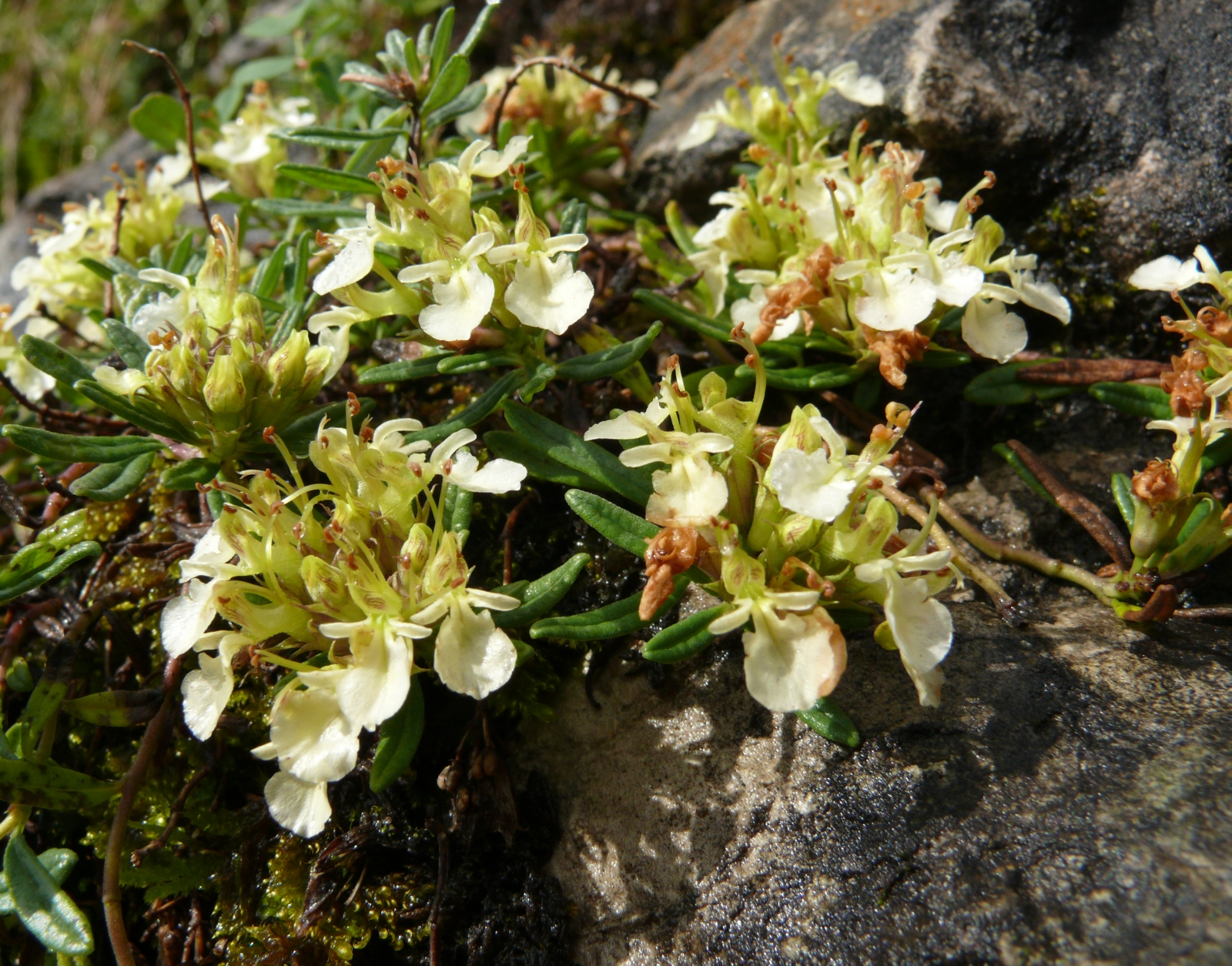
Infiorescenza

Queste piante raggiungono una altezza massima tra 8 e 15 cm; nei luoghi freschi possono arrivare a più del doppio. La forma biologica è camefita suffruticosa (Ch suffr), sono piante perenni e legnose alla base, con gemme svernanti poste ad un'altezza dal suolo tra i 2 ed i 30 cm (le porzioni erbacee seccano annualmente e rimangono in vita soltanto le parti legnose). Tutta la pianta è amara e quasi inodore (sono presenti delle ghiandole contenenti oli eterici)..

### Radici
Le radici sono di tipo fascicolato.

### Fusto
La parte aerea del fusto è ascendente o prostrata e si dispone a raggiera; alla base è legnosa, nel resto è ramificata. Tutta la pianta è bianco-tomentosa.

### Foglie
Le foglie, disposte in modo opposto lungo il caule, sono coriacee, scure e glabre o sparsamente pubescenti nella parte adassiale, bianco-tomentoso nella parte abassiale; i margini sono revoluti e interi (e quindi si presentano apparentemente lineari). Dimensione delle foglie: larghezza 2 mm; lunghezza 20 mm.

### Infiorescenza
Le infiorescenze si presentano contratte in una testa a forma emisferica all'apice delle foglie; i fiori sono circondati da brattee simili alle foglie.

### Fiore
I fiori sono ermafroditi, zigomorfi, tetrameri (4-ciclici), ossia con quattro verticilli (calice – corolla - androceo – gineceo) e pentameri (5-meri: la corolla e il calice sono a 5 parti). Lunghezza del fiore: 9 – 14 mm.
- Formula fiorale: per la famiglia di questa pianta viene indicata la seguente formula fiorale:

X, K (5), [C (2+3), A 2+2] G (2), (supero), drupa
- Calice: il calice è più o meno attinomorfo, gamosepalo e peloso. La parte basale è tubulosa; quella terminale presenta 5 denti abbastanza regolari a forma lanceolata e divergenti. Lunghezza totale del calice: da 5 a 7 mm; quella dei denti è circa 1 – 2 mm.
- Corolla: la corolla è zigomorfa, gamopetala, pubescente e colorata di giallo pallido, a volte tendente al verdognolo. La forma è pseudobilabiata con il labbro superiore poco sviluppato, mentre quello inferiore è più o meno trilobato con i lobi laterali lineari e col lobo centrale molto più grande e concavo. Non è presente un anello di peli all'interno della corolla. Dimensione della corolla: 12 – 14 mm.
- Androceo: l'androceo possiede quattro stami didinami, due grandi e due piccoli tutti fertili. I filamenti, sono adnati alla corolla. Gli stami sono paralleli, diritti e incurvati all'innanzi e parzialmente sporgenti dal tubo corollino. Le antere sono biloculari, di colore bruno-rossastro, ed emergono completamente dalle fauci. Le teche sono del tipo divaricato e confluenti in una sola fessura di deiscenza). Il polline matura con proterandria (prima della ricettività dei rispettivi stigmi). I granuli pollinici sono del tipo tricolpato o esacolpato.
- Gineceo: l'ovario è supero (o semi-infero) formato da due carpelli saldati (ovario bicarpellare) ed è 4-loculare per la presenza di falsi setti. La placentazione è assile. Gli ovuli sono 4 (uno per ogni presunto loculo), hanno un tegumento e sono tenuinucellati (con la nocella, stadio primordiale dell'ovulo, ridotta a poche cellule).[14] Lo stilo inserito alla base dell'ovario (stilo ginobasico) è del tipo filiforme ed è molto sporgente; è inoltre caduco. Lo stigma è bifido a forma di lacinie uguali e divergenti. I nettarii sono molto ricchi di zucchero e sono disposti in circolo tutto intorno all'ovario in modo irregolare.
- Fioritura : da maggio a agosto.

### Frutti
Il frutto è uno schizocarpo composto da 4 acheni ovoidali (tetrachenio) racchiusi nel calice che è persistente. La superficie del frutto è papillosa.

## Riproduzione
- Impollinazione: l'impollinazione avviene tramite insetti (impollinazione entomogama).
- Riproduzione: la fecondazione avviene fondamentalmente tramite l'impollinazione dei fiori (vedi sopra).
- Dispersione: i semi cadendo a terra (dopo essere stati trasportati per alcuni metri dal vento – disseminazione anemocora) sono successivamente dispersi soprattutto da insetti tipo formiche (disseminazione mirmecoria).

## Distribuzione e habitat

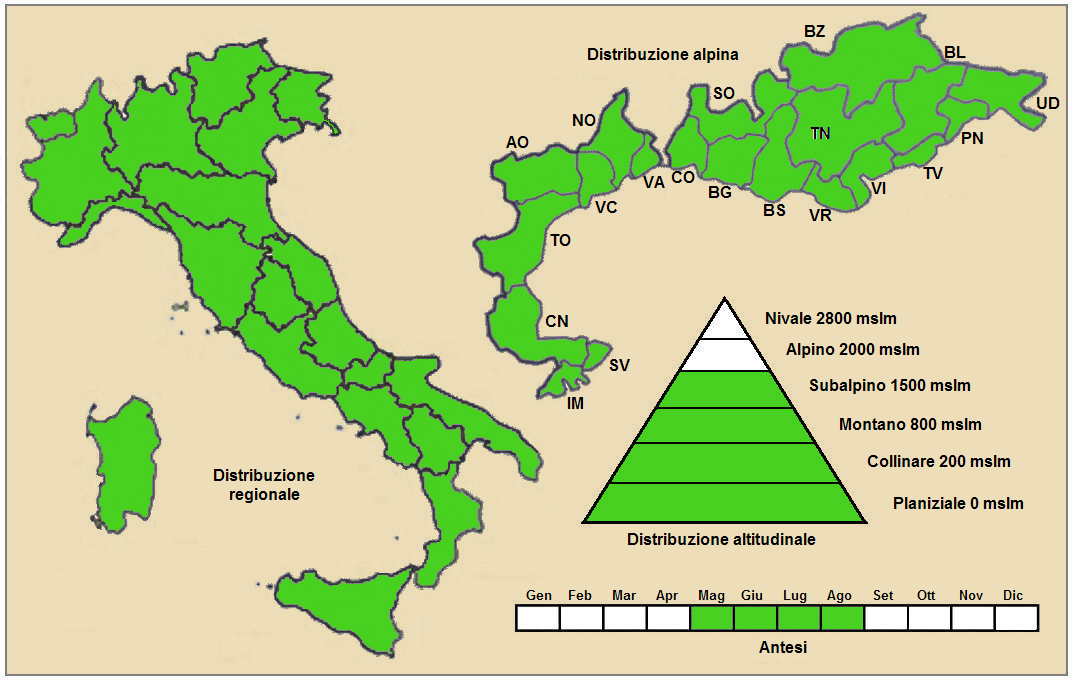
Distribuzione della pianta
(Distribuzione regionale – Distribuzione alpina)

- Geoelemento: il tipo corologico (area di origine) è Orofita - Sud Europeo.
- Distribuzione: l'areale della specie si estende dalla penisola iberica sino alla Crimea. In Italia questa pianta è comune ed è presente su tutto il territorio. Nelle Alpi si trova su entrambi i versanti (Nord e Sud). Sugli altri rilievi europei collegati alle Alpi si trova nel Massiccio del Giura, Massiccio Centrale, Pirenei, Monti Balcani e Carpazi.[16]
- Habitat: l'habitat tipico per questa specie sono i prati aridi e i terreni ghiaiosi della collina e della montagna; ma anche le rupi e i ripari sotto roccia. Il substrato preferito è calcareo ma anche calcareo/siliceo con pH basico, bassi valori nutrizionali del terreno che deve essere arido.
- Distribuzione altitudinale: sui rilievi queste piante si possono trovare fino a 2100 m s.l.m.; frequentano quindi i seguenti piani vegetazionali: collinare, montano e subalpino (oltre a quello planiziale – a livello del mare).

### Fitosociologia
Dal punto di vista fitosociologico la specie di questa voce appartiene alla seguente comunità vegetale:
Formazione: delle comunità a emicriptofite e camefite delle praterie rase magre secche
Classe: Festuco-Brometea

## Tassonomia
La famiglia di appartenenza della specie (Lamiaceae), molto numerosa con circa 250 generi e quasi 7000 specie, ha il principale centro di differenziazione nel bacino del Mediterraneo e sono piante per lo più xerofile (in Brasile sono presenti anche specie arboree). Per la presenza di sostanze aromatiche, molte specie di questa famiglia sono usate in cucina come condimento, in profumeria, liquoreria e farmacia. Il genere Teucrium si compone di circa 250 specie, una quindicina delle quali vivono in Italia. La distribuzione è subcosmopolita, ma per lo più extratropicale e con la maggiore diversità nell'areale mediterraneo. All'interno della famiglia questo genere è descritto nella sottofamiglia Ajugoideae. Nelle classificazioni meno recenti la famiglia del genere Teucrium è chiamata Labiatae.
Il numero cromosomico di T. montanum è: 2n = 22/26/30.

### Sottospecie
Per questa specie è riconosciuta come valida la seguente sottospecie:
- Teucrium montanum subsp. helianthemoides (Adamovic) Baden, 1991 - Distribuzione: Grecia

### Sinonimi
Questa entità ha avuto nel tempo diverse nomenclature. L'elenco seguente indica alcuni tra i sinonimi più frequenti:
- Chamaedrys montana (L.) Raf.
- Polium montanum (L.) Mill.
- Polium supinum (L.) Schur
- Polium tomentosum Moench
- Teucrium cretaceum Kotov
- Teucrium incanum Schur
- Teucrium jailae Juz.
- Teucrium helianthemoides Adamovic	 (sinonimo della sottospecie helianthemoides)
- Teucrium montanum subsp. jailae (Juz.) Soó
- Teucrium montanum subsp. montanum
- Teucrium montanum subsp. pannonicum (A.Kern.) Domin
- Teucrium montanum var. pannonicum (A.Kern.) Nyman
- Teucrium montanum subsp. pannonicum S. Pawl.
- Teucrium montanum var. parnassicum Celak.
- Teucrium montanum var. skorpilii (Velen.) Diklic
- Teucrium montanum var. villosum Auersw.
- Teucrium ochroleucum Jord.
- Teucrium pannonicum A.Kern.
- Teucrium parnassicum (Celak.) Wettst.
- Teucrium praemontanum Klokov
- Teucrium reuticum Bogoutdinova
- Teucrium revolutum Stokes
- Teucrium skorpilii Velen.
- Teucrium supinum L.

## Principi attivi
Il sapore amaro è dato dalla scordeina.

## Usi
Vengono utilizzate le parti aeree della pianta. Ha proprietà antiossidanti, toniche, stomatiche, stimolanti dell'apparato urinario.

## Altre notizie
Il camedrio motano in altre lingue è chiamato nei seguenti modi:
- (DE)  Berg-Gamander
- (FR)  Germandrée des montagnes
- (EN)  Mountain Germander
- (HR)  Trava iva